# Toscano Garibaldi
Il Toscano Garibaldi è un tipo di sigaro Toscano realizzato a macchina nella manifattura di Lucca (Toscana), come tutti i sigari interi della Manifattura Sigaro Toscano S.p.A., ma originariamente era prodotto nello stabilimento di Cava de' Tirreni (Campania). È stato presentato al pubblico nel 1982, nel centenario della morte di Giuseppe Garibaldi fumatore di Toscano. Il sigaro, di forma troncoconica, presenta una fascia realizzata con tabacco Kentucky nazionale e un ripieno (short filler) di Kentucky in parte beneventano e in parte di importazione. È disponibile nella classica confezione da 5 sigari caratterizzata sulla parte frontale dalla rappresentazione del volto di Giuseppe Garibaldi su sfondo verde.   

## Caratteristiche
Il sigaro si presenta senza fascetta e senza cellophane. La colorazione della fascia risulta di colore chiaro tendente al nocciola, abbastanza uniforme. Gli aromi a crudo sono tenui con predominanza di note legnose e di paglia. In fumata emerge fin da subito la leggerezza e l'amabilità del sigaro dovuta ad una nota dolciastra che si contrappone alla sapidità e all'amaro. Gli aromi in fumata confermano quelli a crudo, quindi rimane il legno, principalmente legni verdi, e note a tratti erbacee.                                        Caratteristica comune ai sigari italiani è la combustione non perfettamente regolare e anche nel caso di questo Garibaldi il braciere nel corso della fumata può necessitare di correzioni. La cenere si presenta non particolarmente compatta di colore grigio non omogeneo. Non sono pervenute differenze né nell'intensità e la forza né negli aromi fra la fumata del sigaro intero, detta alla "maremmana", e lo stesso ammezzato.               
Caratteristiche distintive del Toscano Garibaldi secondo "il Toscano" e "Il Toscano nel Bicchiere":
- Manifattura di inizio produzione: Cava de' Tirreni
- Manifattura di produzione attuale: Lucca
- Tempo di maturazione e stagionatura: 6 mesi
- Fascia: tabacco nazionale trasformato in bobine
- Ripieno: tabacco nazionale
- Aspetto: nocciola
- Fabbricazione: a macchina
- Lunghezza: 159 +/- 1[1] ; 155[2] mm
- Diametro pancia: 14,5[1] ; 13,5[2] mm
- Diametro punte: 8,5 +/- 0,5[1] ; 9[2] mm
- Volume: 16,9 ml
- Peso: circa 7,4[1] ; 7[2] gr
- Densità: 0,444[1] ; 0,414[2] g/ml
- Anno di uscita: 1982
- Disponibilità: in produzione
- Fascetta: nessuna

## Storia
Il Toscano Garibaldi è nato da un'idea dello scrittore Mario Soldati. Questi notò che la produzione di Cava dei Tirreni era di colore più chiaro e il gusto era più dolce e meno forte dei sigari prodotti in Toscana. Il motivo di questo era dovuto alle condizioni pedo-climatiche del luogo, cioè la zona di Benevento, dove si coltiva il tabacco Kentucky per il confezionamento dei sigari; condizioni che comportano modifiche sia dei livelli dei caroteni che degli antociani, tramite una stabilizzazione con  co-pigmentazioni intermolecolari e intramolecolari. Lo scrittore propose quindi la realizzazione di sigari con prodotto solo di questa zona.